# Indische zandleeuwerik
De Indische zandleeuwerik (Alaudala raytal; synoniem: Calandrella raytal) is een vogel uit de familie van de leeuweriken (Alaudidae).

## Verspreiding en leefgebied
Deze soort komt voor van Iran tot Myanmar en telt twee ondersoorten:
- A. r. adamsi: zuidoostelijk Iran, Pakistan, oostelijk Afghanistan en westelijk India.
- A. r. raytal: van noordelijk-centraal India tot zuidelijk Myanmar.

## Status
De grootte van de populatie is niet gekwantificeerd maar de soort wordt omschreven als plaatselijk algemeen. Op de Rode lijst van de IUCN heeft deze soort de status niet bedreigd.